# Papa Mfumu’eto
Jaspe Saphir Mfumu’Eto  dit Papa Mfumu'eto 1er, né à Matadi le 26 février 1963, est un peintre et auteur de bandes dessinées de la république démocratique du Congo.

## Biographie
Après avoir étudié la peinture et l'architecture d'intérieur à l'Académie des beaux-arts de Kinshasa, il se lance dans la bande dessinée en distribuant à Kinshasa des feuillets auto-édités qui retranscrivent le langage des Kinois et leur vie quotidienne avec ses difficultés liées à la guerre et à la crise économique. À la fin du régime de Mobutu, sa série dans laquelle il ridiculise l'ancien dictateur, qu'il représente sous des traits sataniques a un grand retentissement local.
Il prend ensuite le nom de « Papa Mfumu'eto 1er » et se consacre à la peinture. Ses tableaux évoquent également la vie de la société kinoise, qu'il mêle à des éléments occultes et mystiques,.

## Publications
- Papa Mfumu'eto I. Peintre., France, éditions de l'œil, coll. « Les Carnets de la création », 2002  (ISBN 2-912415-38-1)
- KIN MOTO na BRUXELLES. Bruxelles-Musées-Expositions 2003.